# Alasaari (ö i Finland, Lappland, Östra Lappland, lat 66,71, long 28,05)
Alasaari är en ö i Finland.   Den ligger i den ekonomiska regionen  Östra Lapplands ekonomiska region  och landskapet Lappland, i den norra delen av landet, 700 km norr om huvudstaden Helsingfors.